# 第五十四号哨戒特務艇
第五十四号哨戒特務艇（だいごじゅうよんごうしょうかいとくむてい）は、日本海軍の特務艇（哨戒特務艇）。第一号型哨戒特務艇の24番艇。

## 艇歴
マル戦計画の特務艇、第2121号艦型の54番艇、仮称艦名第2174号艦として計画。1944年11月5日、第五十四号哨戒特務艇と命名されて第一号型哨戒特務艇の21番艇に定められ、本籍を舞鶴鎮守府と仮定。1945年5月24日、船体概成により株式会社小柳造船所から横須賀海軍工廠へ引き渡し。8月5日、竣工。竣工後の本籍設定と部隊への編入記録は無い。
終戦時は横須賀に所在。戦後横須賀で沈没。
1947年2月1日、行動不能艦艇（特）に定められる。5月3日、第五十四号哨戒特務艇は海軍編制の廃止に伴い除籍された。11月22日、在東京アメリカ極東海軍司令部から日本に対し、本艇の解体が指令された。